# Y la banda sigue
Y la banda sigue es el décimo álbum de estudio del grupo argentino Los Auténticos Decadentes, lanzado el 11 de noviembre de 2014 a través del sello independiente PopArt Discos. El disco fue grabado entre enero y mayo de ese mismo año y producido por la propia banda junto a Gustavo Borner, Martín Moska Lorenzo y Mariano Franceschelli.
El álbum incluye colaboraciones con artistas de distintos géneros y trayectorias, entre ellos el cantante Cacho Castaña, la murga uruguaya Agarrate Catalina, el músico y productor Daniel Melero y miembros de bandas como No Te Va Gustar, Kapanga, Los Sultanes y Los Tulipanes.

## Historia
Cuatro años después de Irrompibles llegó Y la banda sigue, un álbum que pasa por varios géneros como el reggae, la cumbia, la murga, la tarantela o el tango.[cita requerida]
Las canciones se complementan con una larga lista de invitados de todo tipo, desde el veterano del tango y bohemio profesional Cacho Castaña, hasta el grupo uruguayo de murga Agarrate Catalina, así como miembros de No Te Va Gustar, Kapanga, Los Sultanes y Los Tulipanes, hasta el emblemático músico de indie rock argentino Daniel Melero, quien oficia de productor en una de las canciones («Libro de papel»), en la que además pone su voz.
El primer sencillo y videoclip, estrenados en abril de 2014, fue el homónimo «Y la banda sigue». El clip está ambientado en la década de 1950, fue filmado por Octavio Lovisolo –en compañía del bajista Pablo Armesto, el autor de la canción– y narra la historia de Los Auténticos Decadentes. Cacho Castaña fue el encargado de cantar junto al grupo, y de contar la historia casi literal de estos doce músicos desde sus comienzos.
Algunas letras del álbum contrastan con el tradicional espíritu Decadente, que siempre apuntó a la diversión y a tomar cerveza. «Libro de papel» expone la preocupación de Jorge Serrano por la dependencia de la tecnología. “Si descuidamos a la literatura, de a poco asistiremos a la degradación del arte y la cultura”, canta. En esa misma línea, aunque de un modo más irónico, también se mueve la tarantela «Vayan a estudiar», en la que piden a los jóvenes que la corten con ser artistas, porque el escenario no da para más.
En conjunto con el álbum se lanzó el DVD Vacaciones Estressantes, un largometraje documental dirigido por Octavio Lovisolo que captura a los Decadentes en su elemento principal, recorriendo Latinoamérica y compartiendo anécdotas humorísticas de sus 28 años de carrera.

## Lista de canciones
| N.º   | Título                                             | Duración |  |
| 1.    | «Y la banda sigue» (con Cacho Castaña)             | 3:30     |  |
| 2.    | «Enciendan los parlantes»                          | 2:57     |  |
| 3.    | «El corso de Ayacucho» (con Los Caligaris)         | 2:45     |  |
| 4.    | «Tanta soledad»                                    | 4:29     |  |
| 5.    | «Prefiero»                                         | 4:29     |  |
| 6.    | «Libro de papel»                                   | 4:30     |  |
| 7.    | «Los pibes se portan bien» (con Agarrate Catalina) | 3:59     |  |
| 8.    | «Vayan a estudiar»                                 | 3:19     |  |
| 9.    | «Sin pedir nada»                                   | 3:22     |  |
| 10.   | «Los tres payasos»                                 | 3:49     |  |
| 11.   | «Ese día»                                          | 3:41     |  |
| 12.   | «La noche es bella»                                | 1:23     |  |
| 42:13 |                                                    |          |  |